# جوانا لاملی
جوانا لاملی (انگلیسی: Joanna Lumley؛ زادهٔ ۱ مهٔ ۱۹۴۶) یک هنرپیشه، مانکن و صداپیشه اهل بریتانیا است. وی از سال ۱۹۵۷ میلادی تاکنون مشغول فعالیت بوده‌است.
از فیلم‌ها یا برنامه‌های تلویزیونی که وی در آن نقش داشته‌است می‌توان از در خدمت سرویس مخفی ملکه، عروس مرده، مارپل آگاتا کریستی، طلسم الا، جیمز و هلوی غول‌پیکر، نفرین پلنگ صورتی، ردپای پلنگ صورتی، گرگ وال استریت، شرلی ولنتاین، بوگی ووگی، اونجوری بامزه است، میوی گربه، شاهزاده والیانت، مزرعه سرد آرامش، عکس جدایی و آکسبریج بلوز نام برد.
همچنین وی مستند «جاده ابریشم جوانا» را ساخته است که بخشی از آن در ایران تهیه شده است. 